# Mirjana Bilić
Mirjana Bilić (Topolje, Bačka, 11. svibnja 1936.) je bila državna reprezentativka u gimnastici, rodom iz zajednice bačkih Hrvata.
1960. se godine natjecala se za Jugoslaviju u nekoliko gimnastičkih disciplina na Olimpijskim igrama 1960. godine i završila na 46. mjestu.